# Klubowe Mistrzostwa Świata w piłce siatkowej mężczyzn 2022
Klubowe Mistrzostwa Świata w piłce siatkowej mężczyzn 2022 (oficjalna nazwa 2022 FIVB Men’s Volleyball Club World Championship) – 17. turniej o tytuł klubowego mistrza świata, który odbędzie się w dniach 8–12 grudnia 2022 w Betim, Brazylia, po raz siódmy w historii.

## System rozgrywek
Turniej składa się z dwóch rund, w trakcie których rozegrane zostanie 10 meczów.
W fazie grupowej stworzono dwie grupy (A i B) z 4 zespołami w obu grupach. Rywalizacja w grupach odbywa się systemem kołowym. Do fazy pucharowej awansują 2 drużyny z każdej grupy. W fazie finałowej odbędą się półfinały, mecz o 3. miejsce i finał. Pary półfinałowe zostaną stworzone według wzoru:
A1 – B2
B1 – A2.
Przegrani półfinałów zagrają o 3. miejsce, natomiast wygrani zmierzą się w finale. Zwycięzca meczu finałowego zostanie klubowym mistrzem świata.

## Obiekt
| Grupa A i B, Faza finałowa         |
| ---------------------------------- |
| Betim                              |
| Ginasio Poliesportivo Divino Braga |
| Pojemność: 6000                    |
|                                    |

## Drużyny uczestniczące
| Drużyna                 | Sposób awansu                                                   |
| ----------------------- | --------------------------------------------------------------- |
| Sada Cruzeiro           | Gospodarz, Klubowy Mistrz Ameryki Południowej 2022              |
| Itambé/Minas            | Klubowy Wicemistrz Ameryki Południowej 2022                     |
| Vôlei Renata            | Brązowy medalista Klubowych Mistrzostw Ameryki Południowej 2022 |
| Itas Trentino           | Finalista Ligi Mistrzów 2021/2022                               |
| Sir Safety Susa Perugia | 3. miejsce w Lidze Mistrzów 2021/2022                           |
| Pajkan Teheran          | Klubowy Mistrz Azji 2022                                        |

Pierwotnie w turnieju zamiast zespołu Sir Safety Susa Perugia udział miał wziąć zwycięzca Ligi Mistrzów Grupa Azoty ZAKSA Kędzierzyn-Koźle. Polska drużyna zrezygnowała z występu w turnieju głównie z powodów logistycznych tj. napiętym grafikiem rozgrywek w PlusLidze oraz Ligi Mistrzów.

## Rozgrywki[3]
- W nawiasach podano godziny meczów zgodnie z czasem środkowoeuropejskim

### Faza grupowa

#### Grupa A
Tabela
| Lp. | Drużyna                 | Mecze | Mecze   | Mecze   | Pkt | Sety | Sety | Sety  | Małe punkty | Małe punkty | Małe punkty |
| Lp. | Drużyna                 | M     | W (3:2) | P (2:3) | Pkt | wyg. | prz. | ratio | zdob.       | str.        | ratio       |
| --- | ----------------------- | ----- | ------- | ------- | --- | ---- | ---- | ----- | ----------- | ----------- | ----------- |
| 1   | Sir Safety Susa Perugia | 2     | 2 (0)   | 0 (0)   | 6   | 6    | 1    | 6.000 | 179         | 153         | 1.170       |
| 2   | Sada Cruzeiro           | 2     | 1 (0)   | 1 (0)   | 3   | 4    | 3    | 1.333 | 169         | 168         | 1.006       |
| 3   | Vôlei Renata            | 2     | 0 (0)   | 2 (0)   | 0   | 0    | 6    | 0.000 | 123         | 150         | 0.820       |

Źródło: FIVB
Punktacja: 3:0 i 3:1 – 3 pkt; 3:2 – 2 pkt; 2:3 – 1 pkt; 1:3 i 0:3 – 0 pkt
Zasady ustalania kolejności: 1. liczba zwycięstw, 2. liczba punktów, 3. stosunek setów, 4. stosunek małych punktów, 5. bilans w bezpośrednich meczach
Legenda:   awans do półfinału
Wyniki
| Data       | Godz.         | Drużyna 1     | Wynik | Drużyna 2               | 1     | 2     | 3     | 4     | 5 | Widzów | *      |
| ---------- | ------------- | ------------- | ----- | ----------------------- | ----- | ----- | ----- | ----- | - | ------ | ------ |
| 07.12.2022 | 21:00 (01:00) | Sada Cruzeiro | 3:0   | Vôlei Renata            | 25:20 | 25:22 | 25:22 |       |   | 2157   | Raport |
| 08.12.2022 | 21:00 (01:00) | Vôlei Renata  | 0:3   | Sir Safety Susa Perugia | 22:25 | 16:25 | 21:25 |       |   | 1150   | Raport |
| 09.12.2022 | 21:15 (01:15) | Sada Cruzeiro | 1:3   | Sir Safety Susa Perugia | 21:25 | 21:25 | 31:29 | 21:25 |   | 4712   | Raport |

#### Grupa B
Tabela
| Lp. | Drużyna        | Mecze | Mecze   | Mecze   | Pkt | Sety | Sety | Sety  | Małe punkty | Małe punkty | Małe punkty |
| Lp. | Drużyna        | M     | W (3:2) | P (2:3) | Pkt | wyg. | prz. | ratio | zdob.       | str.        | ratio       |
| --- | -------------- | ----- | ------- | ------- | --- | ---- | ---- | ----- | ----------- | ----------- | ----------- |
| 1   | Itas Trentino  | 2     | 2 (0)   | 0 (0)   | 6   | 6    | 1    | 6.000 | 175         | 149         | 1.174       |
| 2   | Itambé/Minas   | 2     | 1 (0)   | 1 (0)   | 3   | 3    | 4    | 0.750 | 163         | 168         | 0.970       |
| 3   | Pajkan Teheran | 2     | 0 (0)   | 2 (0)   | 0   | 2    | 6    | 0.333 | 180         | 201         | 0.896       |

Źródło: FIVB
Punktacja: 3:0 i 3:1 – 3 pkt; 3:2 – 2 pkt; 2:3 – 1 pkt; 1:3 i 0:3 – 0 pkt
Zasady ustalania kolejności: 1. liczba zwycięstw, 2. liczba punktów, 3. stosunek setów, 4. stosunek małych punktów, 5. bilans w bezpośrednich meczach
Legenda:   awans do półfinału
Wyniki
| Data       | Godz.         | Drużyna 1     | Wynik | Drużyna 2      | 1     | 2     | 3     | 4     | 5 | Widzów | *      |
| ---------- | ------------- | ------------- | ----- | -------------- | ----- | ----- | ----- | ----- | - | ------ | ------ |
| 07.12.2022 | 18:00 (22:00) | Itambé/Minas  | 3:1   | Pajkan Teheran | 22:25 | 27:25 | 27:25 | 25:18 |   | 464    | Raport |
| 08.12.2022 | 18:00 (22:00) | Itas Trentino | 3:1   | Pajkan Teheran | 25:20 | 25:21 | 25:27 | 25:19 |   | 537    | Raport |
| 09.12.2022 | 18:15 (22:15) | Itambé/Minas  | 0:3   | Itas Trentino  | 21:25 | 23:25 | 18:25 |       |   | 788    | Raport |

### Faza finałowa
|  |                         |                         |               |                   |   |                         |                         |       |
|  | Półfinały               | Półfinały               | Półfinały     |                   |   | Finał                   | Finał                   | Finał |
|  | Półfinały               | Półfinały               | Półfinały     |                   |   | Finał                   | Finał                   | Finał |
|  | 10.12                   |                         |               |                   |   |                         |                         |       |
|  |                         |                         |               |                   |   |                         |                         |       |
|  | Sir Safety Susa Perugia | Sir Safety Susa Perugia | 3             |                   |   |                         |                         |       |
|  | Sir Safety Susa Perugia | Sir Safety Susa Perugia | 3             | 11.12             |   |                         |                         |       |
|  | Itambé/Minas            | Itambé/Minas            | 0             |                   |   |                         |                         |       |
|  | Itambé/Minas            | Itambé/Minas            | 0             |                   |   | Sir Safety Susa Perugia | Sir Safety Susa Perugia | 3     |
|  | 10.12                   |                         |               |                   |   | Sir Safety Susa Perugia | Sir Safety Susa Perugia | 3     |
|  |                         |                         | Itas Trentino | Itas Trentino     | 1 |                         |                         |       |
|  | Itas Trentino           | Itas Trentino           | Itas Trentino | Itas Trentino     | 1 | 3                       |                         |       |
|  | Itas Trentino           | Itas Trentino           |               |                   |   |                         |                         |       |
|  | Sada Cruzeiro           | Sada Cruzeiro           | 0             |                   |   |                         |                         |       |
|  | Sada Cruzeiro           | Sada Cruzeiro           | 0             | Mecz o 3. miejsce |   |                         |                         |       |
|  |                         |                         |               |                   |   |                         |                         |       |
|  | 11.12                   |                         |               |                   |   |                         |                         |       |
|  |                         |                         |               |                   |   |                         |                         |       |
|  | Itambé/Minas            | Itambé/Minas            | 1             |                   |   |                         |                         |       |
|  | Itambé/Minas            | Itambé/Minas            | 1             |                   |   |                         |                         |       |
|  | Sada Cruzeiro           | Sada Cruzeiro           | 3             |                   |   |                         |                         |       |
|  | Sada Cruzeiro           | Sada Cruzeiro           | 3             |                   |   |                         |                         |       |

#### Półfinały
| Data       | Godz.         | Drużyna 1               | Wynik | Drużyna 2     | 1     | 2     | 3     | 4 | 5 | Widzów | *      |
| ---------- | ------------- | ----------------------- | ----- | ------------- | ----- | ----- | ----- | - | - | ------ | ------ |
| 10.12.2022 | 18:30 (22:30) | Itas Trentino           | 3:0   | Sada Cruzeiro | 25:13 | 25:22 | 25:17 |   |   | 3458   | Raport |
| 10.12.2022 | 21:30 (01:30) | Sir Safety Susa Perugia | 3:0   | Itambé/Minas  | 25:19 | 25:19 | 25:17 |   |   | 2154   | Raport |

#### Mecz o 3. miejsce
| Data       | Godz.         | Drużyna 1    | Wynik | Drużyna 2     | 1     | 2     | 3     | 4     | 5 | Widzów | *      |
| ---------- | ------------- | ------------ | ----- | ------------- | ----- | ----- | ----- | ----- | - | ------ | ------ |
| 11.12.2022 | 13:00 (17:00) | Itambé/Minas | 1:3   | Sada Cruzeiro | 31:29 | 24:26 | 21:25 | 19:25 |   | 4251   | Raport |

#### Finał
| Data       | Godz.         | Drużyna 1               | Wynik | Drużyna 2     | 1     | 2     | 3     | 4     | 5 | Widzów | *      |
| ---------- | ------------- | ----------------------- | ----- | ------------- | ----- | ----- | ----- | ----- | - | ------ | ------ |
| 11.12.2022 | 16:00 (20:00) | Sir Safety Susa Perugia | 3:1   | Itas Trentino | 20:25 | 25:23 | 27:25 | 25:19 |   | 3085   | Raport |

## Nagrody indywidualne
| Nagroda                | Zawodnik                             | Klub                                  |
| MVP                    | Simone Giannelli                     | Sir Safety Susa Perugia               |
| Najlepszy rozgrywający | Simone Giannelli                     | Sir Safety Susa Perugia               |
| Najlepsi środkowi      | Marko Podraščanin Flávio Gualberto   | Itas Trentino Sir Safety Susa Perugia |
| Najlepsi przyjmujący   | Alessandro Michieletto Wilfredo León | Itas Trentino Sir Safety Susa Perugia |
| Najlepszy atakujący    | Matej Kazijski                       | Itas Trentino                         |
| Najlepszy libero       | Lucas De Deus                        | Sada Cruzeiro                         |

## Klasyfikacja końcowa
| Miejsce | Drużyna                 |
| ------- | ----------------------- |
| złoto   | Sir Safety Susa Perugia |
| srebro  | Itas Trentino           |
| brąz    | Sada Cruzeiro           |
| 4.      | Itambé/Minas            |
| 5.      | Pajkan Teheran          |
| 6.      | Vôlei Renata            |